# Otchłań bez snów
Otchłań bez snów (tyt. oryg. The Abyss Beyond Dreams) – brytyjska powieść fantastycznonaukowa autorstwa Petera F. Hamiltona. Została po raz pierwszy wydana 21 października 2014 przez Macmillan Publishers na terenie Wielkiej Brytanii oraz przez Del Rey Books w USA. Polska wersja ukazała się 27 lutego 2017 nakładem wydawnictwa Zysk i S-ka, w tłumaczeniu Zbigniewa A. Królickiego. Książka jest pierwszym tomem dylogii Wspólnota: Kroniki Upadłych. Powieść opowiada o Nigelu, którego zadaniem jest sprawdzenie, co dzieje się w Pustce: tajemniczym tworze znajdującego się w jądrze galaktyki.

## Historia powstania
W 2011 Hamilton ogłosił, że tworzy nową trylogię, którą następnie postanowił zmienić w dwie części. Okładka do Otchłani bez snów została zaprezentowana 19 marca 2014.

## Fabuła
Trzy tysiące lat wcześniej kilka statków kolonialnych dotarło do Pustki. Udało im się wylądować i stworzyć cywilizację, jednak siły znajdujące się w tej części kosmosu nie pozwalały im na powrót oraz kontakt z pozostałą częścią wspólnoty. Na jednej z zamieszkałych planet dużym problemem są Upadli: dziwna rasa, która upuszcza na zamieszkane przez ludzi tereny jaja. Te następnie wciągają ludzi, tworząc z nich istoty przypominające inteligentne, krwiożercze zombie.
Nigel, bogaty człowiek pochodzący ze wspólnoty, postanawia wybrać się do Pustki, aby ją zbadać.